# Phobolosia atrifrons
Phobolosia atrifrons är en fjärilsart som beskrevs av William Schaus 1914. Phobolosia atrifrons ingår i släktet Phobolosia och familjen nattflyn. Inga underarter finns listade i Catalogue of Life.